# Chelantermedia composita
Chelantermedia composita är en kräftdjursart som beskrevs av Saskia Brix 2006A. Chelantermedia composita ingår i släktet Chelantermedia och familjen Desmosomatidae.
Artens utbredningsområde är New South Wales. Inga underarter finns listade i Catalogue of Life.